# Charyl Chacón

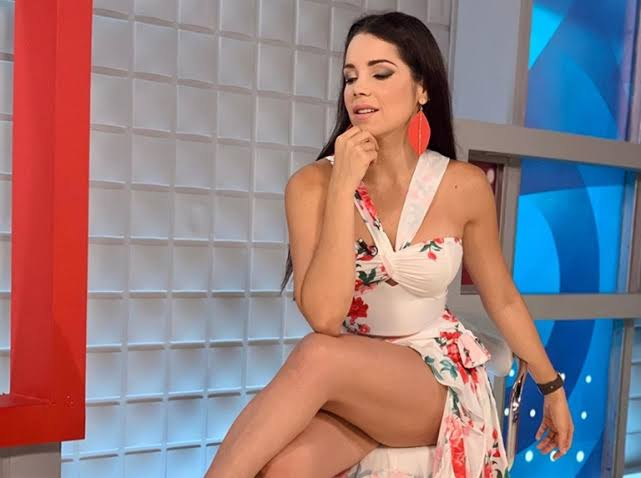
Charyl Chacón

Charyl Marlyz Chacón Ramírez (Lima, Perú; 5 de julio de 1985), más conocida como Charyl Chacón, es una presentadora y modelo venezolana nacida en Perú. Se crio en Maracay, Estado Aragua, Venezuela. Fue la ganadora oficial del certamen de la Señorita Deporte Venezuela 2007 (Miss Deportes Venezuela) celebrado en Caracas, Venezuela el 15 de agosto de 2007. Chacón representó a la Península de Araya en el concurso Miss Venezuela 2008, el 10 de septiembre de 2008.

## Biografía
Charyl Chacón nació en Lima, Perú, sin embargo se mudó a Venezuela desde temprana edad.
Empezó su carrera en 2003 cuando fue elegida Miss Teen Model Táchira, en 2007 gana el Señorita Deporte Oro, título que le abrió camino para participar en Miss Venezuela 2008 representando a la Península de Araya.
Años más tarde representó a Venezuela en el concurso Miss All Nations 2010 celebrado en Nanjin, China obteniendo el sexto lugar. Es locutora certificada por la Universidad Central De Venezuela. Se desempeñó como animadora del programa de farándula de la La Bomba en Televen entre 2014 y 2017. En 2021, formó parte del elenco de la telenovela Eneamiga.
Actualmente forma parte del magazine Lo Actual también en Televen.

## Trabajos

### Televisión
- Mamma Mia (La Tele 2013)... Conductora

- La Bomba (Televen 2014-2017)... Conductora

- Lo Actual  (Televen 2017-2021)... Conductora

#### Telenovelas
- Eneamiga (Televen-2021)